# Februar 2023
Portal Geschichte | Portal Biografien | Aktuelle Ereignisse | Jahreskalender | Tagesartikel

◄ |
20. Jahrhundert |
21. Jahrhundert

◄ |
1990er |
2000er |
2010er |
2020er
| 2030er | 2040er

◄ |
2019 |
2020 |
2021 |
2022 |
2023
| 2024 | 2025 | 2026 | 2027 | ►

◄ |
November 2022 |
Dezember 2022 |
Januar 2023 |
Februar 2023 |
März 2023 |
April 2023 |
Mai 2023 |
►
Dieser Artikel behandelt tagesbezogene Nachrichten und Ereignisse im Februar 2023.

## Tagesgeschehen

### Mittwoch, 1. Februar 2023

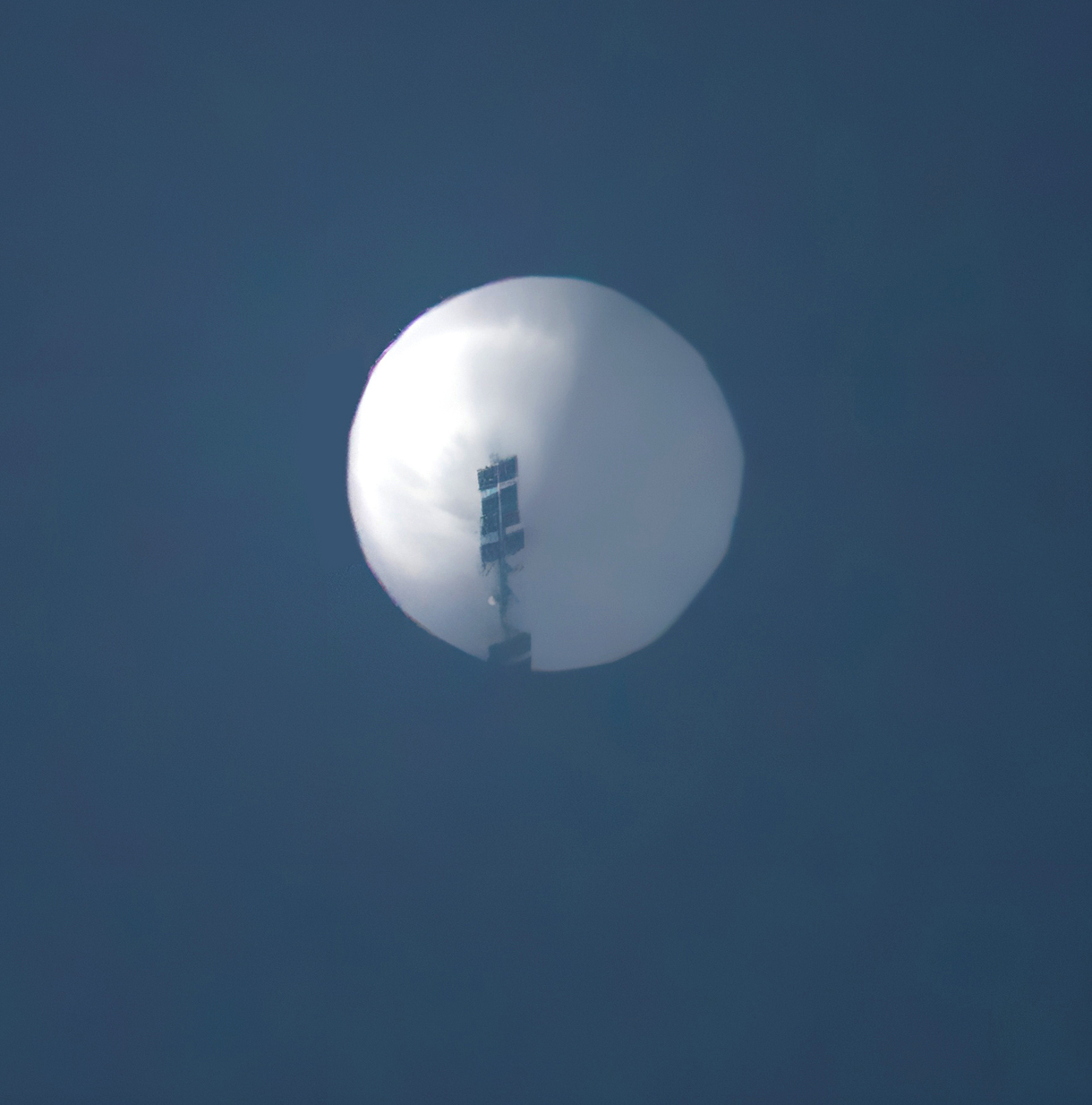
Nahaufnahme des Ballons am 1. Februar 2023 über Billings (Montana)

- Naypyidaw/Myanmar: Die Militärjunta verlängert den Ausnahmezustand.[1]
- Washington, D.C./Vereinigte Staaten: Ein übergroßer chinesischer Beobachtungsballon wird über den USA gesichtet.
- Weltall: Der mit bloßem Auge sichtbare Komet C/2022 E3 (ZTF) hat seine größte Erdnähe mit 0,28 AE (42,5 Mio. km).

### Samstag, 4. Februar 2023
- Washington, D.C./Vereinigte Staaten Vereinigte Staaten: Der übergroße chinesische Beobachtungsballon wird über den USA abgeschossen.

### Sonntag, 5. Februar 2023
- Las Vegas/Vereinigte Staaten: Grammy-Verleihung
- Monaco: Alle 24 Sitze bei der Parlamentswahl gewinnt die aus drei Parteien bestehende Parteienliste unter Führung von Brigitte Boccone-Pagès[2]
- Nikosia/Zypern: Präsidentschaftswahl (1. Wahlgang)

### Montag, 6. Februar 2023

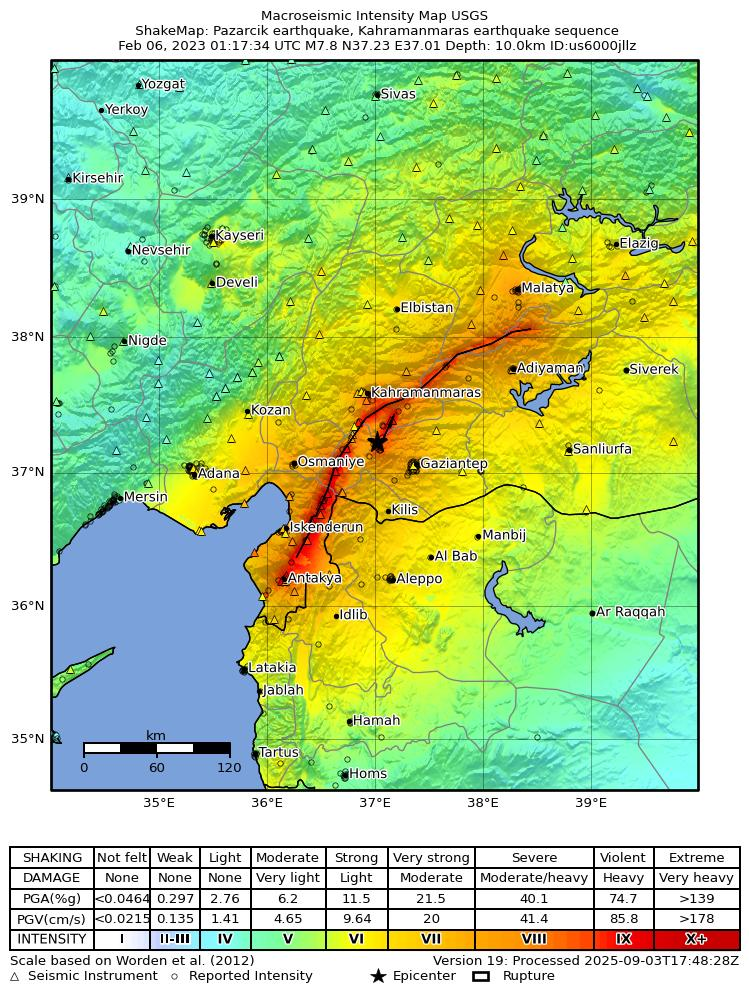
Erdbeben in der Türkei

- Ankara/Türkei und Damaskus/Syrien: Beim Erdbeben in der Türkei und Syrien sterben zehntausende Menschen.
- Courchevel/Frankreich: Beginn der Alpinen Skiweltmeisterschaften

### Mittwoch, 8. Februar 2023
- Oberhof/Deutschland: Beginn der Biathlon-Weltmeisterschaften 2023

### Freitag, 10. Februar 2023
- Kapstadt/Südafrika: Eröffnungsspiel des ICC Women’s T20 World Cup 2023
- Brüssel/Belgien: Beim Gipfeltreffen zur Migration einigen sich die Regierungen der EU-Mitgliedsländer darauf, die Zahl der Rückführungen zu erhöhen. Zudem haben sich die Regierungen darauf geeinigt, dass die Ablehnung eines Asylantrags in einem Land auch in allen anderen Mitgliedsstaaten anerkannt wird.[3] Zudem können künftig EU-Mittel für „Infrastruktur“ an den Grenzen bereitgestellt werden. Ob das Zäune und Mauern oder Wachtürme und Kameras sind, ließen die Staats- und Regierungschefs offen.[4]

### Samstag, 11. Februar 2023
- Jerusalem/Israel: In verschiedenen Städten demonstrieren zehntausende Menschen gegen die geplante Justizreform in Israel.[5]
- Paris/Frankreich: Zum wiederholten Mal demonstrieren in verschiedenen Städten mehrere Hunderttausend Menschen gegen die geplante Rentenreform in Frankreich.[6]

### Sonntag, 12. Februar 2023
- Berlin/Deutschland: Bei der Wiederholungswahl zum Abgeordnetenhaus erreicht die SPD Berlin ihr schlechtestes Wahlergebnis seit 1949, die FDP Berlin zieht nicht erneut in das Parlament ein. Die CDU Berlin gewinnt zehn Prozentpunkte hinzu.[7]
- Glendale/Vereinigte Staaten: Die Kansas City Chiefs gewinnen den 57. Super Bowl gegen die Philadelphia Eagles.
- Nikosia/Zypern: Die Präsidentschaftswahl gewinnt in einer Stichwahl der Politiker Nikos Christodoulidis.
- Zürich/Schweiz: Wahlen im Kanton Zürich

### Montag, 13. Februar 2023
- Berlin/Deutschland: Der CDU-Vorstand beschließt ein Ausschlussverfahren gegen den ehemaligen Präsident des Bundesamtes für Verfassungsschutzes Hans-Georg Maaßen.[8]

### Dienstag, 14. Februar 2023
- Brüssel/Belgien: Die EU-Kommission beschließt, dass ab 2035 nur noch Personenkraftwagen verkauft werden dürfen, die im Betrieb keine Treibhausgase ausstoßen.

### Mittwoch, 15. Februar 2023
- Edinburgh/Vereinigtes Königreich: Nicola Sturgeon kündigt ihren Rücktritt als schottische Regierungschefin und Vorsitzende der Scottish National Party an.

### Donnerstag, 16. Februar 2023
- Berlin/Deutschland: Beginn der 73. Berlinale (bis 26. Februar)

### Freitag, 17. Februar 2023
- München/Deutschland: Beginn der 59. Münchner Sicherheitskonferenz (bis 19. Februar)

### Samstag, 18. Februar 2023
- Vereinigte Staaten: Satellite Awards 2023[9]

### Montag, 20. Februar 2023
- Hattay/Türkei, Aleppo/Syrien: Zwei Wochen nach den starken Erdbeben in der Türkei und Syrien kommt es in der Region erneut zu zwei Beben.[10]
- Kiew/Ukraine: Im Zuge seines Besuchs in Polen besucht US-Präsident Joe Biden den ukrainischen Präsidenten Wolodymyr Selenskyj in Kiew.[11]

### Dienstag, 21. Februar 2023
- Moskau/Russland: Der russische Präsident Wladimir Putin setzt die Teilnahme am nuklearen Abrüstungsabkommen New START aus.
- Planica/Slowenien: Beginn der Nordischen Skiweltmeisterschaften.

### Mittwoch, 22. Februar 2023
- Teheran/Iran: Der deutsch-iranische Journalist und Regimekritiker Jamshid Sharmahd wird von einem iranischen Gericht zum Tode verurteilt. Als Reaktion darauf werden der iranische Botschafter vom Auswärtigen Amt einbestellt und zwei Diplomaten zur Persona non grata erklärt.[12]

### Donnerstag, 23. Februar 2023
- Den Haag/Niederlande: Der internationale Gerichtshof urteilt, dass Aserbaidschan die Blockade von Bergkarabach aufheben muss.[13]

### Freitag, 24. Februar 2023
- Dschibuti/Dschibuti: Wahl zur Nationalversammlung

### Samstag, 25. Februar 2023
- Abuja/Nigeria: Präsidentschafts- und Parlamentswahlen
- Ouagadougou/Burkina Faso: Das Filmfestival FESPACO beginnt (Ende am 4. März)

### Sonntag, 26. Februar 2023
- Durban/Südafrika: Finale des ICC Women’s T20 World Cup 2023
- Paradise/Vereinigte Staaten: Die Eröffnung des Dreiband-Weltcup 2023/2 findet im „Rio All-Suite Hotel & Casino“ statt.

### Montag, 27. Februar 2023
- Bern/Schweiz: Beginn der Frühjahrssession der Eidgenössischen Räte (bis 17. März 2023)
- Englefield Green/Vereinigtes Königreich: Der britische Premierminister Rishi Sunak und die Präsidentin der EU-Kommission Ursula von der Leyen verständigen sich im Grundsatz auf das Windsor-Abkommen (englisch Windsor Framework), das das umstrittene Nordirland-Protokoll ablösen soll.[14][15][16]

### Dienstag, 28. Februar 2023
- Tembi/Griechenland: Beim Eisenbahnunfall von Tembi sterben durch einen Frontalzusammenstoß zweier Züge mindestens 57 Menschen.[17]